# Chic Management
La Chic Management è un'agenzia di moda australiana con sede a Sydney. Fondata nel 1992 da Ursula Hufnagl, tra i volti rappresentati dall'agenzia compaiono le top model Miranda Kerr, Abbey Lee e Catherine McNeil.

## Modelle rappresentate da Chic Management
La seguente è una lista parziale dei modelli che sono stati rappresentati dalla Chic Management.
- Malgosia Bela
- Caprice Bourret
- Ingūna Butāne
- Kim Cloutier
- Magdalena Frackowiak
- Lindsay Frimodt
- Leila Goldkuhl
- Rianne ten Haken
- Alicia Hall
- Filippa Hamilton
- Agnete Hegelund
- Erika Heynatz
- Miranda Kerr
- Karlie Kloss
- Ruby Rose Langenheim
- Abbey Lee
- Catherine McNeil
- Fernanda Motta
- Malin Persson
- Inés Rivero
- Pania Rose
- Anja Rubik
- Gemma Sanderson
- Anneliese Seubert
- Beri Smither
- Zuzana Snow
- Sarah Stephens
- Eboni Stocks
- Alyssa Sutherland
- Elyse Taylor
- Phoebe Tonkin
- Natasha Vojnovic
- Sara Ziff